# Pensamento de Xi Jinping
O Pensamento de Xi Jinping, oficialmente denominado Pensamento de Xi Jinping sobre o socialismo com características chinesas para uma nova era, apresenta as ideologias políticas e económicas desenvolvidas por Xi Jinping, Secretário-Geral do Partido Comunista da China. A 24 de outubro de 2017, a doutrina política foi acrescentada à Constituição do Partido, equiparando assim o pensamento de Mao Zedong e Deng Xiaoping.

## Conteúdo
O pensamento tem quatorze princípios políticos:
1. Garantir a liderança do Partido Comunista da China em todas as formas de trabalho na China.
2. O Partido Comunista da China deve adotar uma abordagem centrada nas pessoas para o bem comum.
3. A continuação da "consolidação abrangente das reformas".
4. Adotar novas ideias científicas para "desenvolvimento inovador, coordenado, ecológico, aberto e compartilhado"..
5. Continuar o "socialismo ao estilo chinês" com "o povo como o dono do país"
6. Governar a China como Estado de Direito.
7. "Praticar os valores fundamentais do socialismo", incluindo o marxismo, o comunismo e o socialismo com características chinesas.
8. "Melhorar o padrão de vida e bem-estar das pessoas é o principal objetivo do desenvolvimento".
9. O respeito pela natureza com políticas de "economia de energia e proteção ambiental" e "contribuir para a segurança ecológica global".
10. Seguir uma abordagem global da segurança nacional.
11. O Partido Comunista da China deve ter "liderança absoluta" sobre o Exército de Libertação do Povo Chinês.
12. Promover o principio de "um país, dois sistemas" para Hong Kong e Macau e finalizar uma futura "reunificação nacional completa" e seguir a política de Uma China e o Consenso de 1992 em relação a Taiwan.
13. Estabelecer um destino comum entre o povo chinês e outros povos do mundo com um "ambiente internacional pacífico".
14. Melhorar a disciplina partidária no Partido Comunista da China.

## Análise
Alguns analistas consideraram que este é um movimento de Xi para "se perpetuar no poder", o que foi finalmente permitido em março de 2018 com uma reforma constitucional que retirou os limites impostos aos mandatos presidenciais. A emenda também introduziu "Xi Jinping Thought" no documento e, em seu primeiro artigo, "o papel principal" do Partido Comunista. Por outro lado, ele também era considerado um "novo exemplo do culto da personalidade do líder e da personalização do poder" na China, algo que Xi promoveu desde que chegou ao poder. Segundo Julian Gewirtz, da Foreign Policy, a ideologia, retrospectiva e prospectiva ao mesmo tempo, baseia-se na cultura tradicional chinesa e no materialismo dialético marxista. Ele também apresenta Xi como um "avatar heróico que pode unir e levar adiante essas linhagens", que ele pretende adaptar ao século XXI. Nesse sentido, Peters ressalta que o "Pensamento de Xi Jinping" representa uma "leitura pragmática que adapta o marxismo ao contexto chinês e guia uma nova era de modernização e governança socialista chinesa com base no fortalecimento do partido".